# Arthur Sturgis Hardy
Pour les articles homonymes, voir Arthur Hardy et Hardy.
Arthur Sturgis Hardy (né le 14 décembre 1837 et décédé le 13 juin 1901) était un avocat et homme politique canadien qui a été le quatrième premier ministre de l'Ontario de 1896 à 1899, sous la bannière du Parti libéral.

## Biographie
Né au Mount Pleasant au Haut-Canada (aujourd'hui Ontario) le 14 décembre 1837. Avant d'entrer en politique il était avocat.

### Carrière politique
Hardy est d'abord élu à l'Assemblée législative de l'Ontario en 1873 et est promu au cabinet de sir Oliver Mowat en 1877 en tant que secrétaire provincial. En 1889, en tant que Commissaire des terres de la Couronne, Hardy établit le Parc Algonquin.

### Premier ministre
En début de la soixantaine et ayant été au gouvernement pendant plus de vingt ans, Hardy n'a pas l'énergie et la force nécessaires pour mener le gouvernement en avant ou susciter la passion de la population lorsqu'il succède à Mowat aux postes de premier ministre et procureur-général en 1896.
Aux élections générales de 1898, le gouvernement de Hardy est réélu avec une mince majorité de six sièges grâce à l'effondrement du parti agricole Patrons of Industry, qui avaient été les alliés des libéraux à la législature.

### Retraite et décès
Épuisé et manquant d'argent, Hardy se retire de la politique en 1899 et décède deux ans plus tard à l'âge de 63 ans le 13 juin 1901 à Toronto, en Ontario. Il était franc-maçon (freemasonry.bcy.ca).